# Paraedwardsia
Paraedwardsia is een geslacht van zeeanemonen uit de klasse van de Anthozoa (bloemdieren).

## Soorten
- Paraedwardsia abyssorum Carlgren, 1951
- Paraedwardsia arenaria Carlgren in Nordgaard, 1905
- Paraedwardsia cretata (Stimpson, 1856)
- Paraedwardsia heia Daly & Ljubenkov, 2008
- Paraedwardsia lemchei Carlgren, 1956
- Paraedwardsia sarsii (Dueben & Koren, 1847)